# Aarau
Aarau é uma cidade na Suíça, capital do Cantão Argóvia, com cerca de 15.649 habitantes e situado nas margens do Rio Aar, no sopé do Jura. Estende-se por uma área de 8,94 km², de densidade populacional de 1.750 hab/km². Confina com as comunas de Buchs, Eppenberg-Wöschnau (SO), Erlinsbach, Küttigen, Niedererlinsbach (SO), Suhr e Unterentfelden.
A língua oficial nesta comuna é o alemão.

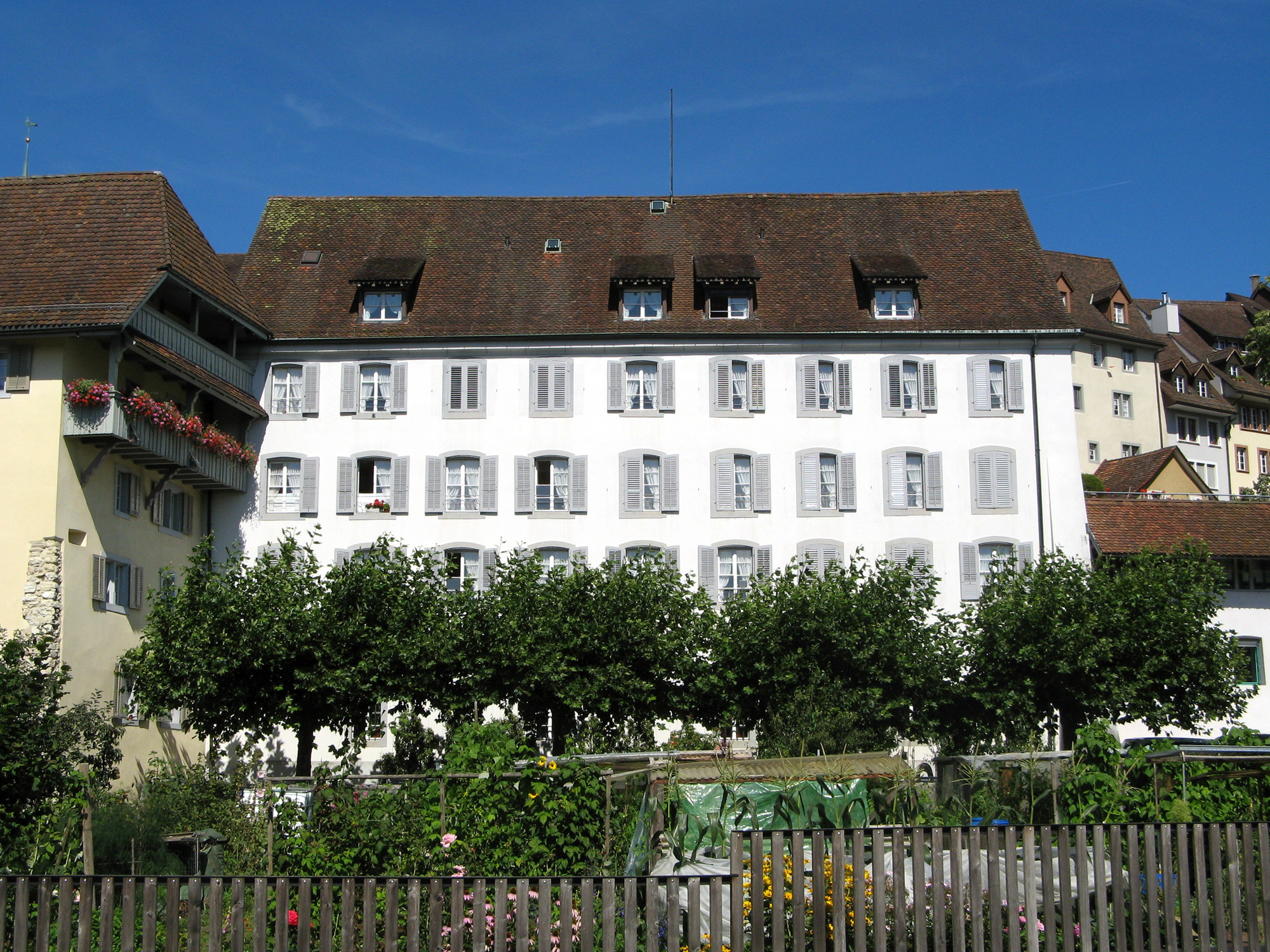
Prévio convento Santa Ursula. Aarau